# وزارة العدل والشؤون القانونية (سلطنة عمان)
وزارة العدل والشؤون القانونية هي الهيئة الحكومية في سلطنة عمان المسؤولة عن صياغة التشريعات، وتزويد الهيئات الحكومية الأخرى بالمشورة القانونية، وتنظيم مهنة المحاماة. جاء ذلك نتيجة اندماج وزارة العدل ووزارة الشؤون القانونية في أغسطس 2020.
وزير العدل والشؤون القانونية عبدالله بن محمد بن سعيد السعيدي ووكيل وزارة العدل والشؤون القانونية يحيى بن ناصر بن منصور الخصيبي.